# Zellweger (Familie)
Die Zellweger waren eine im 15. Jahrhundert aus dem in St. Galler und Habsburger  Diensten stehenden Ministerialengeschlecht Geppensteiner hervorgegangene Patrizierfamilie des Appenzellerlands.

## Geschichte
Die Zellweger waren ursprünglich in Gais und dem Ort Appenzell ansässig. So schloss Cunrat Geppenstainer, genannt Zellweger, Ammann zu Gais, 1377 mit den Ammännern Ulrich Häch von Appenzell und Hainrich uff der Haltun von Hundwil einen Bund der Appenzeller mit den schwäbischen Reichsstädten.
1588 sahen sich die Zellweger als Protestanten zur Übersiedlung in den Halbkanton Appenzell Ausserrhoden gezwungen. Hier prägten sie in zwei Familienzweigen (Zellweger von Trogen und Zellweger von Teufen) während gut 200 Jahren Landespolitik und Wirtschaft. Bis 1848 stellten sie acht Landammänner und zahlreiche weitere Landesbeamte; zwischen 1597 (Trennung von Appenzell in Ausser- und Innerrhoden) und 1797 waren sie während 193 Jahren in der Landesregierung vertreten, davon 74 als Landammann.
Ursprünglich Militärunternehmer und Gastwirte, begann ihr wirtschaftlicher Aufstieg im 17. Jahrhundert mit dem Engagement der Gebrüder Bartholome und Conrad Zellweger im Leinwandhandel und mit der Eröffnung einer Leinwandschau in Trogen 1667. Innerhalb von fünf Generationen gelangten die Zellweger zu einem Wohlstand, welcher zugleich Hauptursache für den Aufschwung Trogens war. Basis der Zellwegerschen Unternehmen war der Handel mit Leinwand und ab den 1740er-Jahren zusätzlich mit Rohbaumwolle und bedruckten Baumwolltüchern. Wie alle anderen global tätigen (Textil-)Fernhandelsunternehmer jener Zeit waren sie Teil des Systems des transatlantischen Dreieckshandels. In den überlieferten Geschäftsbüchern der Zellwegerschen Firmen sind keine Beteiligungen an Plantagen oder Dreiecksexpeditionen nachgewiesen. Beim Handel mit Baumwolle und modischen Geweben aller Art profitierten sie jedoch von den hohen Margen, die möglich waren, weil die Rohstoffe von schlecht entlöhnten Arbeitern oder von Sklaven produziert wurden.
Nachdem ihre Handelsmarke 1717 im Markenbuch von Lyon eingetragen worden war und sie erste Warenlager installierten, gründeten sie 1730 eine Filiale in Lyon und 1768 in Genua, immer zusammen mit Associés, mit deren Töchtern oder Söhnen sie sich verheirateten (Heiratspolitik). Indirekte Beziehungen wurden auch zu den spanischen Kolonien in Amerika und den französischen Besitzungen in Westindien unterhalten. Den Erfolg verdankten sie der Verknüpfung von profunder Sachkenntnis, schonungsloser Gewinnorientierung, hoher Warenqualität und puritanisch-asketischer Lebensführung. Ihr Konkurrenzverhältnis mit der wirtschaftlich und politisch ebenfalls erfolgreichen Textilhandelsfamilie Wetter in Herisau führte 1732–1734 zum Appenzeller Landhandel, einer komplexen innenpolitischen Auseinandersetzung, aus der die Familie Zellweger mit ihren Verbündeten als Verlierer hervorgingen, Bussen bezahlen und vorübergehend alle politischen Ämter abgeben mussten. 1754 besiegelte die Heirat zwischen Jakob Zellweger von Trogen und Anna Maria Wetter von Herisau die Versöhnung mit den Hauptkonkurrenten. 
Der geschäftliche Höhepunkt wurde in der zweiten Hälfte des 18. Jahrhunderts mit den beiden Unternehmen des Landesfähnrichs Johannes Zellweger-Hirzel und seines Bruders, des Landammanns Jakob Zellweger-Wetter, erreicht. Ersterer konnte sein Vermögen zwischen 1774 und 1800 von 59'200 Gulden auf 1,218 Millionen Gulden steigern. In dieser Zeit errichteten die Zellweger in ihrem Heimatort Trogen Palastbauten. Die Folgegeneration mit dem Philanthropen Johann Caspar Zellweger-Gessner und dem Landammann Jakob Zellweger-Zuberbühler musste jedoch die Geschäfte liquidieren. Von nachhaltiger Wirkung war das grosse Engagement der Familie im Erziehungswesen (u. a. Stiftung der Kantonsschule Trogen und der Armenschule Schurtanne) und Verkehrswesen (u. a. Initiative zum Bau der Ruppenstrasse durch Landammann Jakob Zellweger-Hünerwadel).
Unter den Nachkommen erlangten drei Söhne von Jakob und Anna Barbara Zellweger-Zuberbühler, namentlich Jakob Zellweger-Hünerwadel, Arzt und Landammann, Salomon Zellweger-Walser, Unternehmer und Mitgründer der Allgemeine Versicherungs-Gesellschaft Helvetia, und Ulrich Zellweger-Ryhiner, Gründer einer Bank in Paris, überregionale Bekanntheit. Alfred Zellweger-Krüsi, Sohn von Salomon und Anna Zellweger-Walser, gründete die Zellweger Uster und Hans Otto Zellweger-Krüsi, Sohn von Jakob und Sophie Zellweger-Hünerwadel, die Zellweger’sche Kinderkuranstalt in Trogen. Deren Kinder wiederum waren Cousinen und Cousins der Künstlerin Sophie Taeuber-Arp, die ihre Jugendjahre in Trogen verbrachte.

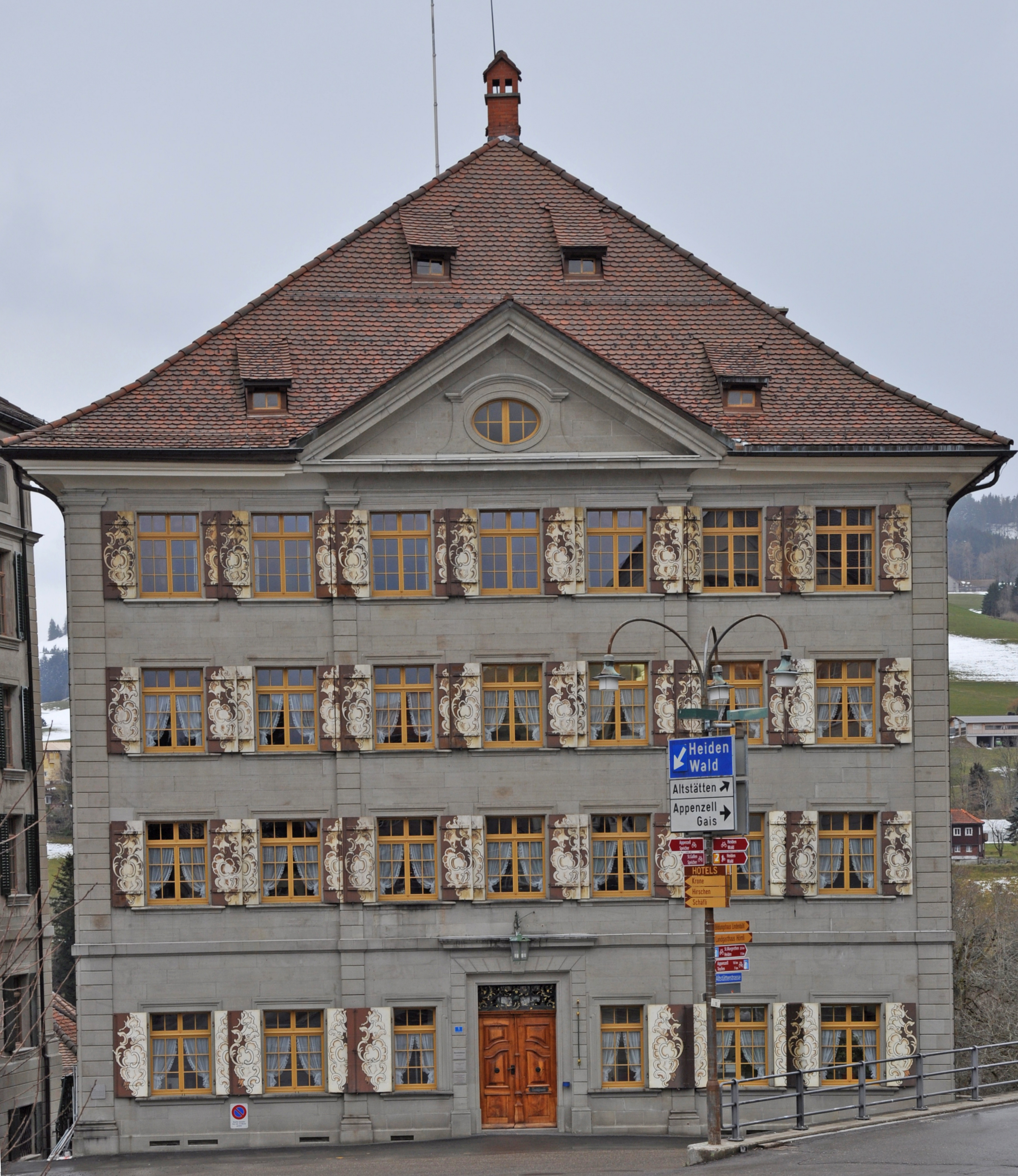
Gemeindehaus Trogen am Landsgemeindeplatz 1 in Trogen, erbaut ca. 1760–1763 im Auftrag von Jakob Zellweger-Wetter, Hans Ulrich Grubenmann zugeschrieben
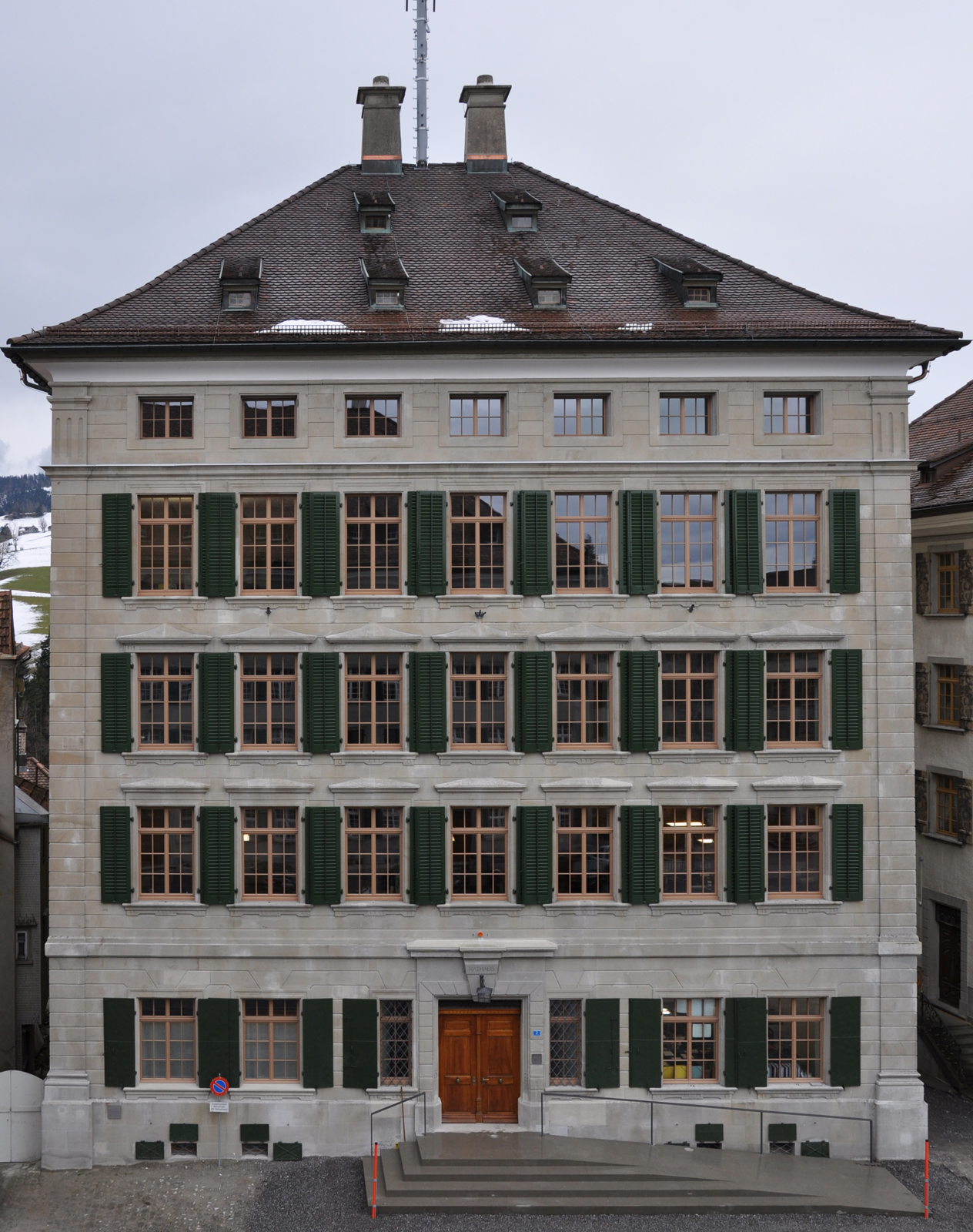
Rathaus Trogen am Landsgemeindeplatz 2 in Trogen, erbaut 1802–1805 im Auftrag von Jakob Zellweger-Zuberbühler, von Konrad Langenegger
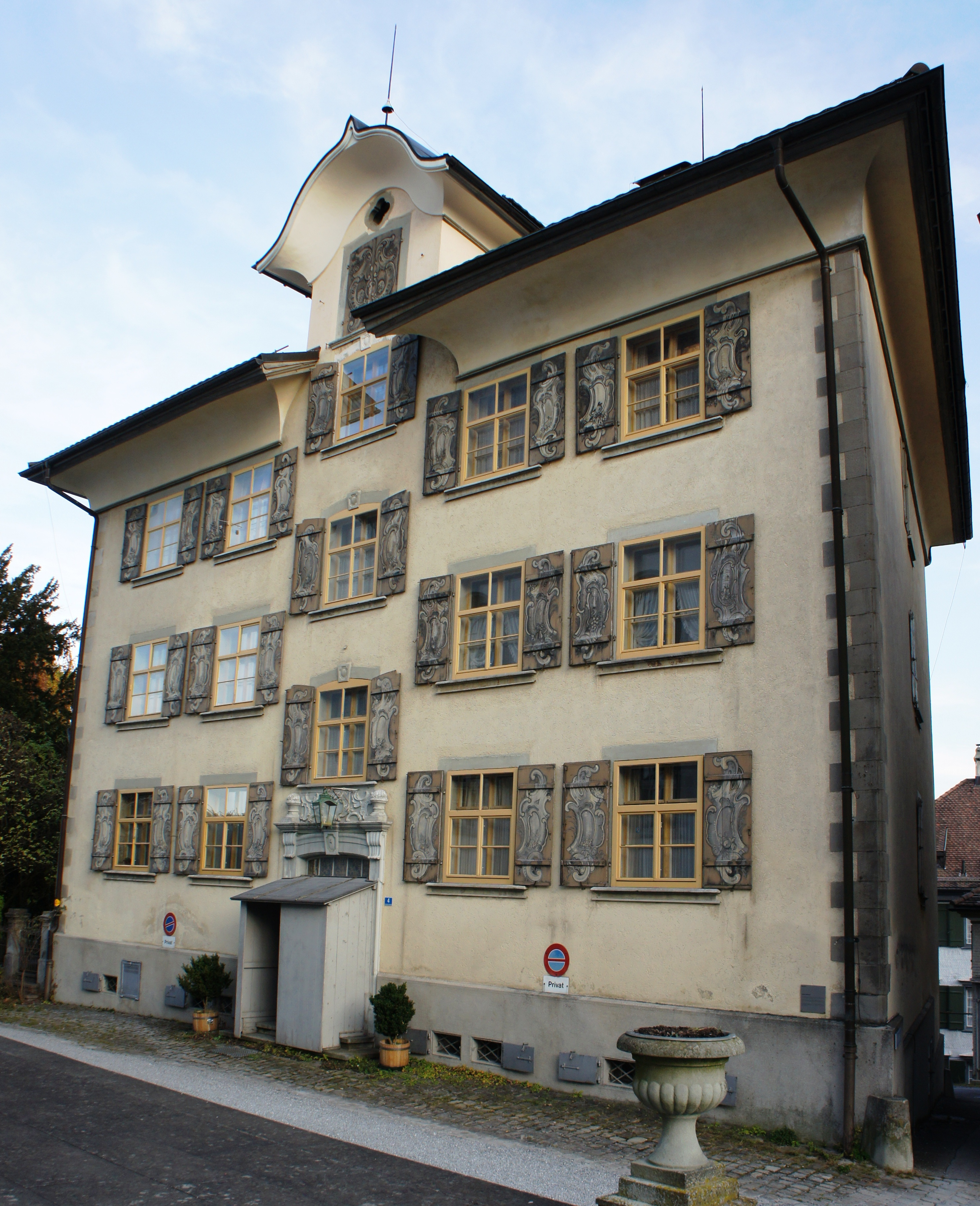
Zweiter Steinpalast am Landsgemeindeplatz 4 in Trogen, erbaut 1760 im Auftrag von Conrad Zellweger-Sulser, Hans Ulrich Grubenmann zugeschrieben
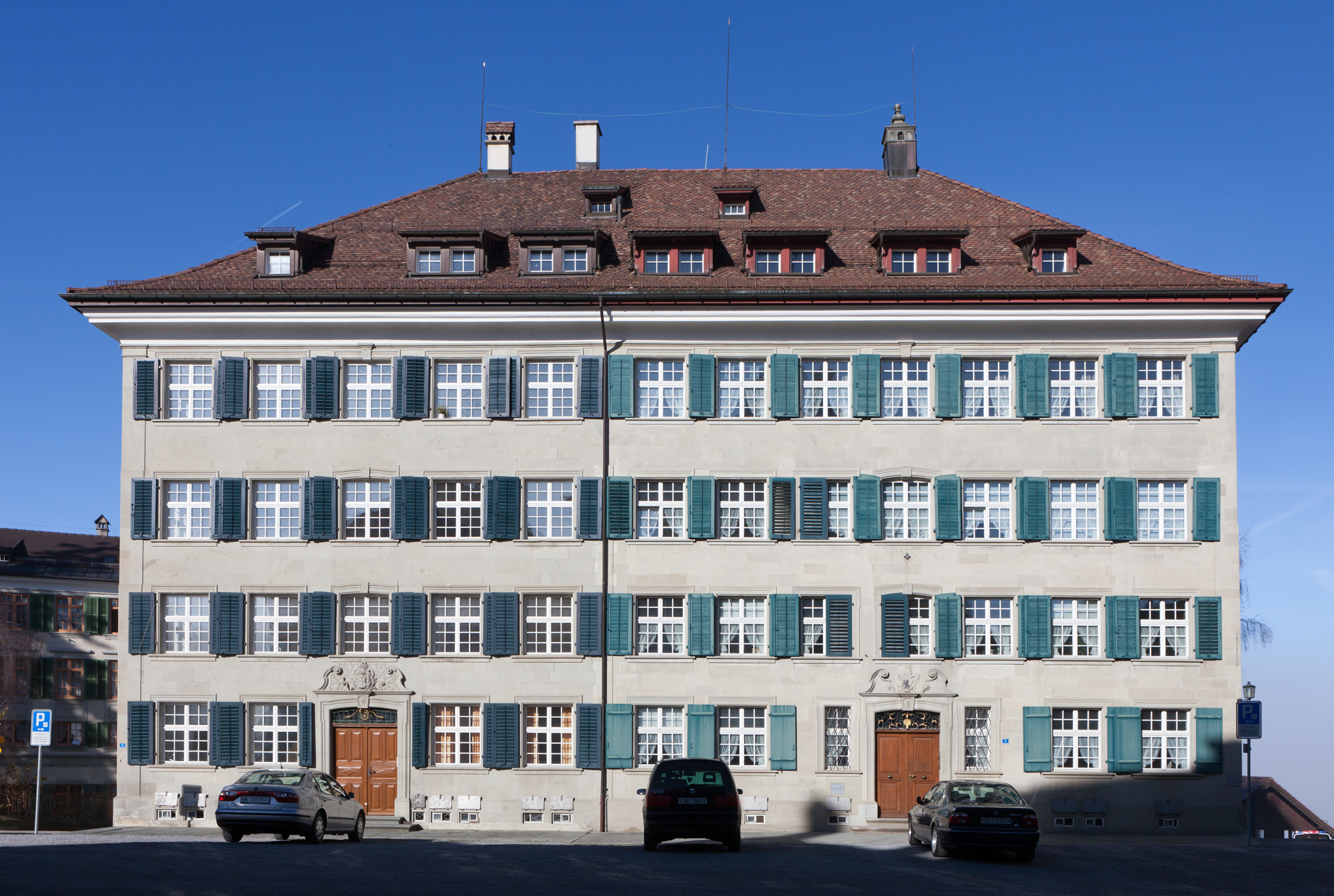
Zellweger'scher Doppelpalast am Landsgemeindeplatz 5/6 in Trogen, erbaut 1747 (rechte Hälfte, ein Stockwerk tiefer) im Auftrag von Johannes Zellweger-Sulser, von Johannes Grubenmann, aufgestockt und verdoppelt 1787–1789 im Auftrag von Johannes Zellweger-Hirzel, von Hans Jörg Altherr
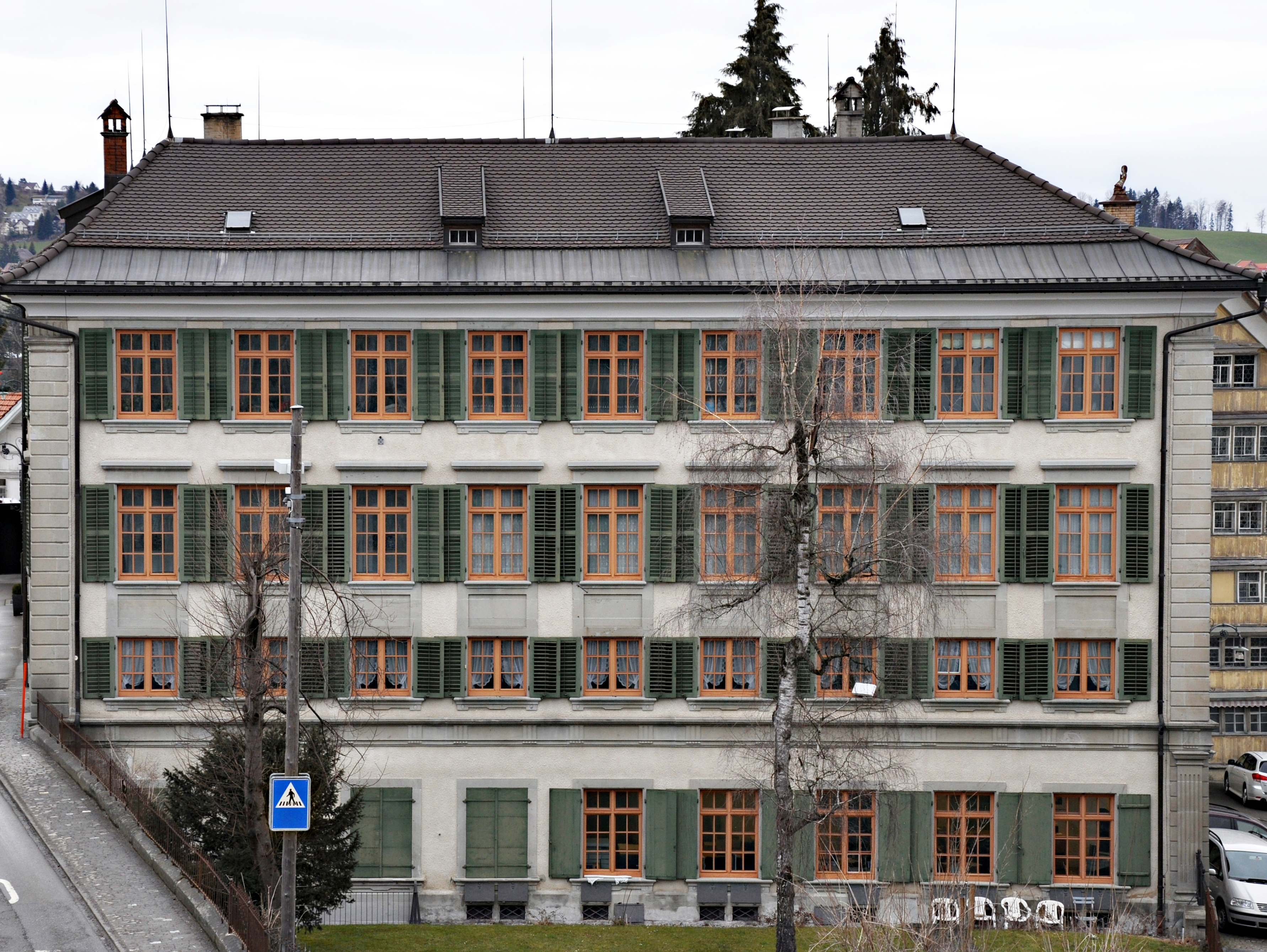
Fünfeckpalast am Landsgemeindeplatz 7 in Trogen, erbaut 1802–1809 im Auftrag von Johann Caspar Zellweger-Gessner, von Konrad Langenegger

## Personen
- Johann Caspar Zellweger (1768–1855), Kaufmann, Gelehrter und Philanthrop
- Ulrich Zellweger (1804–1871), Bankier, Publizist und Gründer der Basler Missions-Handlungs-Gesellschaft
- Ursula Wolf-Zellweger (1735–1820), Tochter von Johannes Zellweger-Sulser und Stifterin der Gemälde in der reformierten Kirche von Trogen
- Laurenz Zellweger (1692–1764), bedeutender Aufklärer, Arzt und Mitbegründer der Helvetischen Gesellschaft

Weitere bekannte Namensträger finden sich unter Zellweger.

## Wappen
Das Wappen war eine goldene Waage vor weissem Zelt über grünem Dreiberg auf blauem Hintergrund. Helmzier war eine weisse oder blaue Justitia.